# An Khánh, Ninh Kiều
An Khánh là một phường thuộc quận Ninh Kiều, thành phố Cần Thơ, Việt Nam.

## Địa lý
Phường An Khánh nằm ở phía tây quận Ninh Kiều, có vị trí địa lý:
- Phía đông giáp các phường An Hòa và Xuân Khánh
- Phía tây giáp các phường Long Hoà, Long Tuyền quận Bình Thủy
- Phía nam giáp các phường An Bình và Hưng Lợi
- Phía bắc giáp phường An Hòa.

Phường có diện tích 4,41 km², dân số năm 2007 là 7.731 người, mật độ dân số đạt 1.753 người/km².

## Lịch sử
Phường An Khánh được thành lập vào ngày 16 tháng 1 năm 2007 trên cơ sở điều chỉnh 441 ha diện tích tự nhiên và 7.731 người của phường An Bình.